# Ammosaurus
Ammosaurus là một chi khủng long, được Marsh mô tả khoa học năm 1891.